# نيكولا بورباكي
يكولا بورباكي (بالفرنسية: Nicolas Bourbaki) هو الاسم المستعار لمجموعة من علماء الرياضيات، وهم غالبًا مجموعة من الخريجين الفرنسيين من المدرسة العليا للأساتذة. تأسست المجموعة بين عامي 1934-1935، وهدفت منذ البداية إلى إعداد كتاب مدرسي جديد في التحليل الرياضي. توسعت آفاق المشروع بمرور الوقت، فنما إلى سلسلة كبيرة من الكتب المدرسية المنشورة تحت اسم بورباكي، والتي تهدف إلى التعامل مع الرياضيات البحتة الحديثة. تُعرف السلسلة مجتمعة باسم عناصر الرياضيات، وهي العمل الأساسي للمجموعة. تشمل الموضوعات التي تناولتها السلسلة نظرية المجموعات، والجبر المجرد، والطوبولوجيا، والتحليل، وزمرة لاي وجبر لاي.
تأسست مجموعة بورباكي استجابة لآثار الحرب العالمية الأولى التي تسببت في وفاة جيل من علماء الرياضيات الفرنسيين. أُجبِر أساتذة الجامعات الشباب نتيجة لذلك على استخدام نصوص قديمة. اشتكى هنري كارتن لزميله أندريه ويل أثناء تدريسه في جامعة ستراسبورغ من عدم كفاية المواد الدراسية المتاحة؛ مما دفع ويل إلى اقتراح لقاء مع أساتذة آخرين في باريس لكتابة كتاب تحليلي حديث بشكل جماعي. تمثل المؤسسون الأساسيون للمجموعة بكارتن، وكلود شيفالي، وجان ديلسار وجان ديودونيه وويل. شارك آخرون لفترة وجيزة خلال السنوات الأولى للمجموعة، وتغيرت العضوية تدريجيًا بمرور الوقت. استمرت بورباكي في عادة الحفاظ على سرية العضوية الحالية، وذلك على الرغم من تحدث الأعضاء السابقين عن مشاركتهم السابقة مع المجموعة بشكل علني.
اشتق اسم المجموعة من الجنرال الفرنسي تشارلز دينيس بورباكي الذي عاش في القرن التاسع عشر؛ والذي تمتع بماضِ مليئ بحملات عسكرية ناجحة قبل أن يتعرض لخسارة مأساوية في الحرب الفرنسية البروسية، فكان الاسم مألوفًا للطلاب الفرنسيين في أوائل القرن العشرين. تذكر ويل مقلبًا لطالب في المدرسة العليا للأساتذة عندما تظاهر طالب من السنوات المتقدمة بأنه أستاذ وقدم «نظرية بورباكي»، واعتُمِد الاسم لاحقًا بشكل رسمي.
تعقد مجموعة بورباكي مؤتمرات خاصة منتظمة بغرض صياغة وتوسيع نطاق سلسلة العناصر. تُحدد الموضوعات للجان الفرعية، وتُناقّش المسودات، ويتوجب الاتفاق بالإجماع قبل اعتبار النص مناسبًا للنشر. كانت العملية بطيئة واحتاجت العديد من المشاركين، ولكنها أدت إلى عمل يحقق معايير المجموعة الخاصة بالصرامة والعمومية. ترتبط المجموعة أيضًا بندوة بورباكي، وهي سلسلة منتظمة من المحاضرات يقدمها أعضاء المجموعة وغير الأعضاء، ونُشِرت أيضًا كوثائق مكتوبة. تحتفظ مجموعة بورباكي بمكتب لها في المدرسة العليا للأساتذة.
كان لمجموعة بورباكي تأثير في رياضيات القرن العشرين، ولاسيما خلال منتصف القرن عندما ظهرت مجلدات من كتاب العناصر بشكل متكرر. ذُكِرت المجموعة بين علماء الرياضيات لعرضها الدقيق ولإدخال مفهوم البنية الرياضية، وهي فكرة تتعلق بالمفهوم الأوسع والمتعدد التخصصات للبنيوية. علمت أعمال بورباكي الرياضيات الجديدة، وهو اتجاه في تعليم الرياضيات الابتدائي خلال ستينيات القرن العشرين. انخفض نفوذ المجموعة، على الرغم من استمرار نشاطها، بسبب قلة نشر مجلدات جديدة من سلسلة العناصر. ظهر أحدث منشور جماعي في عام 2016 وعالج الطوبولوجيا الجبرية.

## طريقة العمل
تعقد مجموعة بورباكي مؤتمرات دورية بغرض توسيع نطاق سلسلة العناصر؛ وتُعد هذه المؤتمرات النشاط الأساسي للحياة العملية للمجموعة. تُكلَّف لجان فرعية بكتابة مسودات حول مواد محددة، وتُقدم هذه المسودات في وقت لاحق، وتُناقش بقوة، وتُعاد صياغتها في المؤتمرات، ويجب الموافقة بالإجماع قبل اعتبار أي مادة مقبولة للنشر. يتطلب أي جزء من المادة ست مسودات أو أكثر تُكتب على مدى عدة سنوات، وهناك مسودات لا تتطور إلى عمل مكتمل، فوُصفت عملية كتابة بورباكي لذلك بأنها «عبثية». توفر هذه الطريقة، على الرغم من بطئها، منتجًا نهائيًا يفي بمعايير المجموعة المتمثلة بالصرامة الرياضية، وهي إحدى أولويات بورباكي الرئيسية في الأطروحة.
كان تركيز بورباكي على الصرامة بمثابة رد فعل على أسلوب هنري بوانكاريه، الذي شدد على أهمية التدفق الحر للحدس الرياضي على حساب العرض الشامل. عمل ديودونيه كاتبًا للمجموعة خلال السنوات الأولى للمشروع، وألف العديد من المسودات النهائية التي نُشِرت في النهاية. تبنى ديودونيه أسلوب كتابة غير شخصي لا يشبه أسلوبه الخاص، ولكنه استخدمه لصنع مادة مقبولة للمجموعة بأكملها. احتفظ ديودونيه بأسلوبه الشخصي لعمله، مثل جميع أعضاء مجموعة بورباكي، ونشر أيضًا مادة باسمه، بما في ذلك تسعة مجلدات من كتاب عناصر التحليل، وهو عمل يركز بشكل واضح على التحليل، ويضم جزءًا يتضمن نوايا بورباكي الأولية.

تجنبت معظم المسودات النهائية لكتاب العناصر لبورباكي بعناية استخدام الرسوم التوضيحية، وفضلت عرضًا رسميًا يعتمد فقط على النص والصيغ، واستثنت المجموعة قسم زمرة لاي وجبر لاي من ذلك (خاصة في الفصلين الرابع والسادس)، والتي استخدمت فيهما الرسوم البيانية والتوضيحات. كان أرماند بوريل سبب إدراج الرسم التوضيحي في هذا الجزء من العمل. كان بوريل من الأقلية السويسرية في مجموعة ذات أغلبية فرنسية، واستنكر ذاته على أنه «الفلاح السويسري»، موضحًا أن التعلم البصري مهم للشخصية الوطنية السويسرية. أجاب العضو السابق بيير كارتييه عندما سُئل عن ندرة الرسوم التوضيحية في العمل:
كان أعضاء مجموعة بورباكي متشددون، ويعارض المتشددون بشدة التمثيلات التصويرية لحقائق إيمانهم. كان عدد البروتستانت واليهود في مجموعة بورباكي هائلًا، وأنت تعلم أن البروتستانت الفرنسيين على وجه الخصوص قريبون جدًا روحيًا من اليهود.
عُقدت المؤتمرات عبر التاريخ في مناطق ريفية هادئة. تتناقض هذه المواقع مع المناقشات الحيوية المحتدمة أحيانًا التي حدثت مسبقًا. أبلغ لوران شوارتز عن حادثة صفع فيها ويل كارتن على رأسه بإحدى المسودات. رأى مالك الفندق الحادث وافترض أن المجموعة ستنفصل، ولكن أوضح شوارتز بعدها الموقف قائلًا: «عاد الوضع لما كان عليه في غضون عشر دقائق». يُنسب أسلوب النقاش التاريخي التصادمي داخل بورباكي جزئيًا إلى ويل، الذي اعتقد أن الأفكار الجديدة لديها فرصة أفضل للظهور في المواجهة أكثر من المناقشة المنظمة. روى شوارتز حادثة توضيحية أخرى كان ديودونيه فيها مصرًا على أن الفضاء المتجهي الطوبولوجي يجب أن يظهر في العمل قبل الدمج، وهدد بصوت عالٍ بإقالة أي شخص يقترح عكس ذلك الترتيب. انتشر هذا التهديد بمثابة مزحة بين المجموعة، وحضرت زوجة روجر غوديمنت، سونيا، مؤتمرًا لديودونيه، وطلبت منهم أن يثبتوا لها تهديد ديودونيه بالإقالة. وصلت سونيا إلى المؤتمر، واقترح أحد الأعضاء أن الدمج يجب أن يظهر قبل الفضاء المتجهي الطوبولوجي، مما أثار رد فعل ديودونيه المعتاد.
ازدهرت بورباكي في منتصف القرن العشرين على الرغم من الثقافة التاريخية للجدال الحامي. وُصِفت قدرة بورباكي في الحفاظ على مثل هذا النهج الجماعي والنقدي، التي أدهشت الأعضاء أيضًا، على أنها «شيء غير عادي». قال المؤسس هنري كارتن: «أن الحصول على منتج نهائي على الإطلاق هو نوع من المعجزة التي لا يمكن لأي منا أن يفسرها». اقتُرِح أن سبب نجاح المجموعة تمثل بإيمان أعضائها الشديد بأهمية مشروعهم الجماعي، وذلك على الرغم من الاختلافات الشخصية. تتفق المجموعة بعد تغلبها على الصعوبات، أو تطويرها لفكرة تحبها، على القول: «إن الروح تتنفس». أشارت المؤرخة ليليان بوليو إلى أن «الروح»، التي قد تكون مجرد أفاتار، أو عقلية المجموعة في العمل، أو بورباكي «بحد ذاته»، كانت جزءًا من الثقافة الداخلية والأساطير التي استخدمتها المجموعة لتشكيل هويتها وتأدية العمل. 

## وصلات خارجية
- نيكولا بورباكي على موقع الموسوعة البريطانية (الإنجليزية)